# Tóth András (politikus, 1946)
Tóth András (Budapest, 1946. szeptember 8. –) magyar politikus (MSZP), volt országgyűlési képviselő.

## Életpályája
Édesapja Tóth András fuvaros, édesanyja Berze Klára ápolónő, mindketten földműves családból valók. A szülők elváltak, Andrást édesanyja nevelte fel. Tóth András 1965-ben érettségizett, és szerzett gépésztechnikusi képesítést a Kossuth Lajos Gépipari Technikumban. 1970-ben a budapesti Műszaki Egyetem gépgyártás-technológia szakán gépészmérnöki, illetve mérnök-tanári oklevelet szerzett. Az MSZMP-nek 1972 óta volt a tagja. 
1974 és 1983 között a KISZ alkalmazottjaként előbb váci járási, illetve Pest megyei titkár, majd 1977-től 1983-ig a KISZ KB osztály-vezető-helyettese, illetve osztályvezetője volt. 1981 és 1983 között a KISZ Központi Bizottságának is a tagja. 1983 és 1989 között az MSZMP KB apparátusában dolgozott: a párt- és tömegszervezetek osztályon területi instruktor, majd a közigazgatási és adminisztratív osztály ifjúsági és sportalosztályának vezetője, illetve osztályvezető-helyettes. 1989-ben a pártpolitikai osztály vezetője volt.
1989-ben részt vett az MSZP megalapításában. 1989. október 7-én átlépett az MSZP-be, és 1993-ig az MSZP Országos Központjában dolgozott. 1990 és 1992 között az MSZP Országos Elnökségének a tagja, majd 1990 és 1994 között ügyvivője volt. 
Az 1994. évi országgyűlési választásokon az MSZP országos listájáról (31.) szerzett mandátumot, és került be az Országgyűlésbe.
1989 és 1993 között az MSZP alkalmazottjaként dolgozott. 1989-1990-ben a párt országos irodavezetője, 1993-ig főállású ügyvivő. 1993-1994 folyamán tanácsadóvolt a Kossuth Kereskedőház Kft.-ben. A Horn-kormány alatt előbb a Honvédelmi Minisztérium, majd 1994. november 15-től a Miniszterelnöki Hivatal politikai államtitkára volt. 
2009 elején kilépett az MSZP-ből. Lépését a dunakeszi pártszervezettel elmérgesedett viszonyával indokolta.